# RAIN OF PAIN
「RAIN OF PAIN」（レイン オブ ペイン）は、日本の男性アイドルグループDA PUMPの17枚目のシングルである。2002年6月26日発売。発売元はavex tune。

## 概要
- 前作から7ヶ月ぶりとなるシングル。
- 売り上げ枚数6万3790枚。
- 第53回NHK紅白歌合戦にて歌唱。
- 2002年6月17日HEY!HEY!HEY! MUSIC CHAMPに出演。
- 2002年6月27日AX MUSIC-TVに出演。
- 2002年7月9日MUSIX!に出演。

## 収録曲
1. RAIN OF PAIN(4:07)
作詞：m.c.A・T・DA PUMP、作曲・編曲：富樫明生
2. Misunderstanding(4:24)
作詞：m.c.A・T・DA PUMP、作曲・編曲：富樫明生
3. LOVE PSYCHOLOGY(4:14)
作詞：m.c.A・T・DA PUMP、作曲・編曲：富樫明生
4. RAIN OF PAIN (Back Track)(4:06)
5. Misunderstanding (Back Track)(4:24)
6. LOVE PSYCHOLOGY (Back Track)(4:14)

## 収録アルバム
- ベスト『Da Best of Da Pump 2 +4』（2006年3月8日）

## タイアップ
- RAIN OF PAIN：ホーユー「Beauteen」CMソング
- Misunderstanding：明治乳業「明治エッセルスーパーカップ」CMソング